# Marc Warren (golfer)
Marc Warren is een professionele golfer uit Schotland.

## Amateur
Marc Warren speelde van 1999 tot 2002 in het Schotse team.

### Gewonnen
- 1994: Doug Sanders World Boys Championship
- 1996: English Amateur Championship

### Teams
- Walker Cup (namens Groot-Brittannië en Ierland): 2001 (winnaars)
- Bonallack Cup: 2002

## Professional
In 2005 won hij de Order of Merit van de Challenge Tour en promoveerde naar de Europese Tour. In 2006 won hij de Sir Henry Cotton Rookie of the Year Award. Sindsdien verblijft hij in de top-100 en heeft hij zijn kaart niet meer verloren.

### Gewonnen

#### Europese Tour
- 2006: EnterCard Scandinavian Masters
- 2007: Johnnie Walker Championship at Gleneagles na een play-off tegen Simon Wakefield

#### Challenge Tour
- 2005: Ireland Ryder Cup Challenge, Rolex Trophy

### Teams
- World Cup (namens Schotland): 2006, 2007 (winnaar met Colin Montgomerie na play-off tegen de Verenigde Staten)
- Seve Trophy (namens Groot-Brittannië en Ierland): 2007 (winnaars)